# Перфаль, Карл фон (писатель)
Карл Теодор Габриэль Кристоф Фрейр фон Перфаль (24 марта 1851, Ландсберг-на-Лехе — 31 августа 1924, Дюссельдорф) — германский писатель
, журналист, искусствовед. 

## Биография
Карл Теодор Габриэль Кристоф Фрейр фон Перфаль происходил из богатой семьи. После получения юридического образования в Мюнхенском университете решил посвятить жизнь литературе и исследованию искусства. Долгое время жил в Дрездене, Вене, Женеве и Париже, в 1879 году стал главным редактором в газете «Düsseldorfer Zeitung». С 1886 года сотрудничал с газетой «Kölnischen Zeitung», в которой вёл раздел репортажей о художественных выставках в разных европейских странах. С 1911 года и до конца жизни жил в доме для престарелых.
В его романах «Ein Verhältniss» (5 изданий, 1891), «Die fromme Witwe» (2 издания, 1890), «Vornehme Geister» и «Verlorenes Eden», согласно оценке ЭСБЕ, «преобладает здоровый реализм». В XIX веке пользовались популярностью его повести «Natürliche Liebe», «Ein Wintermärchen», «Vicomte Bossu» и «Die Heirat des Herrn von Radenau». В 1870-х и 1880-х годах участвовал в юмористической серии «Münchener Bilderbogen» под псевдонимом Карл Теодор фон дер Аммер. Написал также несколько пьес.